# Стойко Костов
Стойко Вълчев (Келвълчев) Костов е български революционер, софлийски войвода на Вътрешната македоно-одринска революционна организация.

## Биография
Костов е роден на 8 март 1884 година в Мерхамли, в Османската империя, днес Пеплос, Гърция. Завършва основно образование. Четник е в Беломорска Тракия от 1904 година при Тане Николов, Асен Хадживасилев, Тома Пожарлиев и Бойко Чавдаров. Костов е мобилизиран в турската армия в 1912 година, но дезертира и става четник при Апостол Дограмаджиев. През Междусъюзническата война е войвода в Софлийско.